# Vinagre y rosas
Vinagre y rosas è il quattordicesimo album in studio del cantautore spagnolo Joaquín Sabina, pubblicato nel 2009.

## Tracce
1. Tiramisú de limón (Con Pereza) – 4:13
2. Viudita de Clicquot – 4:13
3. Cristales de Bohemia – 4:27
4. Parte meteorológico – 3:50
5. Ay! Carmela – 3:25
6. Virgen de la amargura – 3:30
7. Agua pasada – 3:40
8. Vinagre y rosas – 5:04
9. Embustera (Con Pereza) – 4:10
10. Nombres impropios – 4:24
11. Menos dos alas – 3:34
12. Crisis – 3:47
13. Blues del alambique – 4:42
14. Violetas para Violeta (traccia bonus) – 4:57